# Гершуні Григорій Андрійович

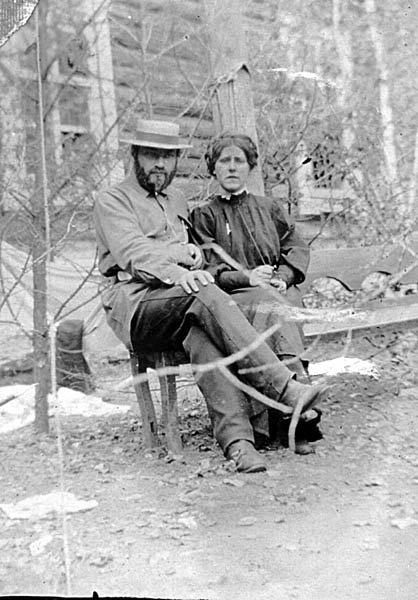
Г. Гершуні й М. Спиридонова. Акатуй, 1906

Герш Ісаак Цукович, він же Григо́рій Андрі́йович Гершу́ні, або ж Гершунін (18 лютого (2 березня) 1870, Ковно, Ковенська губернія, Російська імперія — 16 (29) березня 1908, Цюрих, Швейцарія) — учасник революційного руху у Російській імперії, один із організаторів і керівників терористичної діяльності Партії соціалістів-революціонерів.

## Життєпис
Народився у сім'ї єврея-орендаря у м. Ковні Ковенської губернії Російської імперії (нині місто Каунас, Литва).
Навчався у гімназії, але за браком коштів не зміг її закінчити. Здав екзамен на учня аптекаря, після чого зміг вступити на курси фармацевтів у Київському університеті Св. Володимира.
Під час навчання входив до напівреволюційних студентських гуртків, за що був 1897 заарештований, але одразу ж звільнений.
Ставши провізором спочатку працював у Москві, в Імператорскому Інституті експериментальної медицини. 1898 року переїхав до Мінська, де налагодив роботу лабораторії бактеріологічних досліджень.
В цей час активно займається просвітницькою діяльністю: організовує початкову школу для хлопчаків, читає лекції у суботній школі для дорослих. При Мінському товаристві лікарів організує народні читання, створює пересувний музей шкільного приладдя.
З часом бере участь у діяльності «Робітничої партії політичного звільнення Росії» та Польської соціалістичної партії (пол. Polska Partia Socjalistyczna, PPS). Знайомиться з Катериною Брешко-Брешковською та починає співпрацювати з нею. Бере участь у організації транспортування нелегальної літератури, організовує виготовлення підробних паспортів для нелегальної діяльності.
При розгромі поліцією організації «Робітничої партії політичного звільнення Росії» був заарештований (19 червня 1900), але за відсутністю доказів звільнений. Вбачаючи в Гершуні не революціонера, а інтелігента-культурника, начальник Московської охранки С.Зубатов намагався використати його для створення Незалежної єврейської робітничої партії.
На початку 1901 Гершуні перейшов на нелегальне становище і став одним з організаторів першої групи соціалістично-революційних терористів з якої пізніше, за участі Азефа, виникла «бойова організація партії соціалістів-революціонерів». Він став на шлях революційного терору і увійшов до партії есерів.
Наприкінці 1901 як представник південних та західних груп социалістів-революціонерів, виїхав до Женеви, де брав участь у переговорах про створення Партії соціалістів-революціонерів з Е. Азефом, М. Гоцем, В.Черновим. Гершуні першим запропонував схему Бойової організації партії і визначив її цілі.
Його найближчим соратником стала К. Брешко-Брешковська, яка мала кілька конспіративних квартир у Києві. Гершуні часто бував в Україні, насамперед у Києві та Харкові, де вербував бойовиків і розробляв плани терактів проти державних чиновників.
Під його керівництвом були організовані перші терористичні акти партії: проти міністра внутрішніх справ Д. С. Сипягіна (забитий 2 квітня 1902), харківського губернатора І. М. Оболенського (легко поранений 29 липня 1902), уфимського губернатора Н. М. Богдановича (забитий 6 травня 1903).
Планував здійснення терористичних актів проти обер-прокурора Синоду К. Побєдоносцева та петербургського градоначальника М. Клейгельса.
13 травня 1903 у Києві на приміській станції Київ-Другий Гершуні був заарештований.
Доставлений у кандалах до Санкт-Петербургу, де у лютому 1904 військово-окружний суд засудив його до страти, що її замінили довічною каторгою.
Покарання відбував у Шліссельбурзькій фортеці, а після її закриття 1906 року переведений до Акатую.

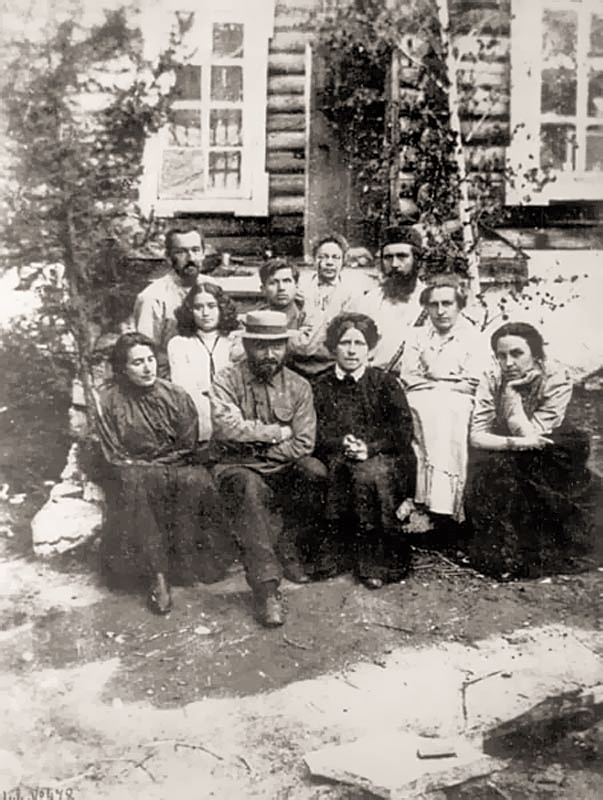
Перший ряд: Марія Школьнік, Г. Гершуні, Марія Спиридонова, Олександра Ізмайлович, Анастасія Біценко; другий ряд: Єгор Созонов, Ревека Фіалка, Петро Сидорчук, Лідія Єзерська, Петро Карпович. Акатуй

1906 року партією есерів була організована втеча Гершуні з каторжної тюрьми. Його винесли у діжці с капустою. З Владивостока він прибув до Японії, а звідти до Північно-Американських Споолучених Штатів.
15 листопада 1906 року мав бесіду із Сунь-Ят-сеном. Перекладачем був Уеда Сусумі, журналіст газети «Токіо нітіи сімбун» («Токійські щоденні новвини») .
У лютому 1907 брав участь у роботі 2-го з'їзду партії соціалістів-революціонерів у Фінляндії, був обраний до Центрального Комітету, де мав керувати разом з Е. Азефом терористичною діяльністю партії.
Наприкінці 1907 року тяжко захворів (саркома легенів), виїхав на лікування до Швейцарії, де і помер.
Похований на Монпарнаському цвинтарі у Парижі.

## Творчість
- Поезія «Разрушенный мол». — Видання: 1902, 1905, 1906 рр.;
- Гершуни Г.А. Из недавнего прошлого.— Париж: Изд. ЦК ПСР, 1908.— 247 с. [Архівовано 20 липня 2019 у Wayback Machine.]

## Відомі родичі
Племінник — Гершуні Володимир Львович — російський письменник. Поет-паліндроміст, публіцист, правозахисник.

## Вшанування пам'яті
У 1919 році після встановлення в Києві радянської влади Столипінську вулицю міста було перейменовано на вулицю Гершуні (мала таку назву до 1937 року).